# La’Nica Locker
La’Nica Locker (* 27. Februar 2006) ist eine Leichtathletin aus Antigua und Barbuda, die sich auf den Sprint spezialisiert hat.

## Sportliche Laufbahn
Erste Erfahrungen bei internationalen Meisterschaften sammelte La'Nica Locker bei den CARIFTA Games 2023 in Nassau, bei denen sie in 11,97 s den siebten Platz im 100-Meter-Lauf in der U20-Altersklasse belegte und über 200 Meter im Finale disqualifiziert wurde. Zudem belegte sie mit der antiguanischen 4-mal-100-Meter-Staffel in 46,40 s den vierten Platz. Anschließend gewann sie bei den U18-NACAC-Meisterschaften in San José in 11,54 s die Bronzemedaille über 100 Meter und sicherte sich in 23,64 s die Silbermedaille im 200-Meter-Lauf. Daraufhin belegte sie bei den Commonwealth Youth Games in Port-of-Spain in 11,67 s den fünften Platz über 100 Meter und schied mit 23,58 s im Halbfinale über 200 Meter aus. Im November nahm sie an den Panamerikanischen Spielen in Santiago de Chile teil und gelangte dort mit 24,28 s auf den siebten Platz über 200 Meter.
2023 wurde Locker antiguanische Meisterin im 100- und 200-Meter-Lauf.

## Persönliche Bestzeiten
- 100 Meter: 11,54 s (+1,2 m/s), 21. Juli 2023 in San José
- 200 Meter: 23,58 s (+0,3 m/s), 9. August 2023 in Port-of-Spain